# Frank Sedgman
Frank Sedgman (Mont Albert, 27 de Outubro de 1927) é um ex-tenista profissional australiano.

## Grand Slam finais

### Simples: 8 (5 títulos, 3 vices)
| Resultado | Ano  | Campeonato      | Oponente        | Placar               |
| --------- | ---- | --------------- | --------------- | -------------------- |
| Campeão   | 1949 | Australian Open | John Bromwich   | 6–3, 6–2, 6–2        |
| Campeão   | 1950 | Australian Open | Ken McGregor    | 6–3, 6–4, 4–6, 6–1   |
| Vice      | 1950 | Wimbledon       | Budge Patty     | 1–6, 10–8, 2–6, 3–6  |
| Campeão   | 1951 | U.S. Open       | Vic Seixas      | 6–4, 6–1, 6–1        |
| Vice      | 1952 | Australian Open | Ken McGregor    | 5–7, 10–12, 6–2, 2–6 |
| Vice      | 1952 | Roland Garros   | Jaroslav Drobný | 2–6, 0–6, 6–3, 4–6   |
| Campeão   | 1952 | Wimbledon       | Jaroslav Drobný | 4–6, 6–2, 6–3, 6–2   |
| Campeão   | 1952 | US Open         | Gardnar Mulloy  | 6–1, 6–2, 6–3        |

### Grand Slam Pro

#### Simples: 8 (2 títulos, 6 vices)
| Resultado | Ano  | Campeonato              | Oponente        | Placar                  |
| --------- | ---- | ----------------------- | --------------- | ----------------------- |
| Campeão   | 1953 | Wembley Pro             | Pancho Gonzales | 6–1, 6–2, 6–2           |
| Vice      | 1954 | US Pro Championship     | Pancho Gonzales | 3–6, 7–9, 6–3, 2–6      |
| Vice      | 1956 | Wembley Pro             | Pancho Gonzales | 6–4, 9–11, 9–11, 7–9    |
| Vice      | 1956 | Tournament of Champions | Pancho Gonzales | 7–9, 6–3, 1–6           |
| Vice      | 1957 | Tournament of Champions | Pancho Gonzales | 7–5, 5–7, 6–3, 3–6, 3–6 |
| Campeão   | 1958 | Wembley Pro             | Tony Trabert    | 6–4, 6–3, 6–4           |
| Vice      | 1959 | French Pro Championship | Tony Trabert    | 4–6, 4–6, 4–6           |
| Vice      | 1961 | US Pro Championship     | Pancho Gonzales | 3–6, 5–7                |